# Славинський Ігор Миколайович
І́гор Микола́йович Слави́нський (Славінський) (7 лютого 1953, Фастів — 7 серпня 2018, Миколаїв) — провідний актор та режисер-постановник Київського академічного драматичного театру на Подолі, з 2008-го — режисер-постановник. У період з 2013 року — керівник київського театру «Актор». Заслужений артист України (2007). Народний артист України (2018).

## Життєпис
Народився 7 лютого 1953 року у місті Фастів Київської області.
Займався в студії художнього слова Будинку піонерів Московського району Києва. Вчитель з декламації — Фаїна Соломонівна Ковалевська, яка й готувала його до вступу в інститут.
Курс Миколи Рушковського у Київському національному університеті театру, кіно і телебачення ім. Івана Карпенка-Карого закінчив в 1975 році.
Акторську кар'єру розпочинає в театрі російської драми ім. Лесі Українки (з 1975 по 1983 роки), звідки пішов через конфлікт із Михайлом Резніковичем. З 1983 по 1987 — актор київського Молодого театру, а після звільнення, деякий час працює помічником чергового у Будинку кіно. Так тривало впритул до відкриття київського Театру на Подолі, куди й прийшов працювати у 1987 році на запрошення засновника та художнього керівника Віталія Малахова.
Небажання «чекати на „свою“ роль» призвело Ігоря Славинського до нового диплома (курс Сергія Данченка в Київському театральному інституті), і з 2008 року працює в Театрі на Подолі режисером-постановником. Перша втілена вистава — «…та я прийду по ваші душі…» за поезією Володимиром Висоцьким — героями якого стали персонажі творів Висоцького.
Ставив вистави на сценах київських та українських театрів, багато спектаклів ставали театральними довгожителями: «…та я прийду по ваші душі…» за Володимиром Висоцьким — 16 років не сходив зі сцени, «У Барабанному провулку» за Булатом Окуджавою — 21, моновистава «Синій автомобіль» Ярослава Стельмаха — 23 роки (станом на 2022-й останні дві вистави знаходяться в активному репертуарі). Виступав як актор у постановках київських театрів, їздив із гастролями в Італію (Театр «Вашелло», Рим, червень 2000), на Кіпр (вересень 2002), викладав акторську майстерність у Театральному університеті на курсі Миколи Рушковського, робив авторські програми на телебачення («День варення» на телеканалі «ТЕТ», «Вечірня казка»).
Любов до поезії простежувалася в режисерських роботах Ігоря Славинського. Від першої своєї режисерської постановки реалізував цілу серію вистав за творчості Володимира Висоцького. Мав звернення до поезії Осипа Мандельштама, Марина Цвєтаєвої, Йосипа Бродського. Окремий поетичний цикл під умовною назвою «Кабаре „Кульгава доля“» поставив у театрі «Сузір'я» (до цього циклу увійшли вистави «Срібний вік», «Кінець прекрасної епохи», «Парнас дибки».
За підсумками театрального сезону 2009 року Ігор Славінський стає тріумфатором XVIII премії «Київська пектораль» — три нагороди за роботи в Театрі на Подолі — найкращий режисер року, спектакль «Мертві душі» — найкраща вистава драматичного театру, а «Люксембурзький сад» — краща вистава камерної сцени. На церемонії нагородження «Київської пекторалі» 2017 року Ігор Славінський виступав у якості запрошеного гостя.
За мотивами театральних робіт Ігоря Славинського втілено відеопроекти про процес створення вистав «Льовушка», «Синій автомобіль».

Могила Ігоря Славинського, Байкове кладовище

У 2013 році, після смерті Валентина Шестопалова, творця та натхненника київського драматичного театру «Актор», театр очолила вдова артиста Тетяна Родіонова, а посаду художнього керівника театру — Ігор Славінський. У червні 2018 року до Дня Конституції України отримав звання Народного артиста України.
На рахунку Ігоря Славінського робота не лише на сцені, а й у кіно. Перший фільм — «Пісня завжди з нами» — музична розповідь режисера Віктора Стороженка про Софію Ротару та ВІА «Червона рута». Славінський виконав роль глядача, котрий стежив за співачкою. У 2000-х та 2010-х роках його можна було побачити у кількох десятках серіалів, серед яких «Віра, Надія, Любов», «Повернення Мухтара-2», «Костоправ», «Особисте життя слідчого Савельєва», «Менти. Таємниці великого міста», «Пляж» та інші.
У планах постановок театрального сезону 2018/2019 у Ігоря Славінського було заплановано «Біг» за п'єсою Михайла Булгакова у Театрі на Подолі, реалізації якого завадила смерть режисера. Вроджена вада серця привела до необхідності операції — у 2005-му поставили штучний клапан. Черговий напад трапився у потязі, яким він їхав на репетицію своєї нової постановки «Жмурик all inclusive» за п'єсою Анатолія Крима у Миколаївському українському театрі драми та музичної комедії.
Смерть настала 7 серпня 2018 року у Миколаєві. Похований в колумбарії Байкового кладовища в Києві (50°24′59.11″ пн. ш. 30°30′8.02″ сх. д. / 50.4164194° пн. ш. 30.5022278° сх. д.).

## Робота в театрі

### Акторські роботи
Національний академічний театр російської драми імені Лесі Українки
Київський академічний Молодий театр
Київський академічний драматичний театр на Подолі
- 1987 — «Мауглі» за Книгою джунглів Редьярда Кіплінга; реж. Віталій Малахов — Автор
- 1987 — «Лунін, або Смерть Жака» Едварда Радзинського; реж. Олександр Крижанівський — Імператор
- 1988 — «…Та прийду я по ваші душі…» за поезією Володимир Висоцький; реж. Ігор Славинський — Герой
- 1989 — «Медовий місяць комісара поліції» Робера Тома; реж. А. Булига — Едуар
- 1991 — «Бенкет у чуму» за трагедією Олександра Пушкіна; реж. Віталій Малахов — Сальєрі
- 1991 — «Скарби Бахрама» Роман Качанова та Едуарда Успенського; реж. Віталій Малахов — Бахрам
- 1993 — «Опера Мафіозо» Василя Станілова; реж. Віталій Малахов — Поліцейський / Імпресаріо
- 1994 — «Яго» за п'єсою Вільяма Шекспіра; реж. Віталій Малахов — Брабанціо, сенатор
- 1994 — «Ніч чудес» за комедією «Сон літньої ночі» Вільяма Шекспіра; реж. Віталій Малахов — Лізандр
- 1995 — «Переклади» Брайана Фріла[en]; реж. А. Хіндел — Капітан
- 1995 — «Літо і дим» за п'єсою Теннессі Вільямса; реж. Юрій Одинокий
- 1998 — «В степах України» Олександра Корнійчука; реж. Віталій Малахов — Будьонний / Дід
- 1998 — «Контрабас» за п'єсою Патріка Зюскінда; реж. Ігор Славинський
- 1998 — «Я вбив» Тетяни Іващенко; реж. Ігор Славинський — Головний лікар
- 2001 — «Квартал Небожителів» А. Коротко; реж. Віталій Малахов — Герой
- 2003 — «Дядя Ваня» за п'єсою Антона Чехова; реж. Віталій Малахов — Олександр Володимирович Серебряков, відставний професор
- 2005 — «Шинкарка» за п'єсою[en] Карло Ґольдоні; реж. Віталій Малахов — Кавалер Ріппафратта
- 2010 — «Нові страждання молодого В.» Ульріха Пленцдорфа[en]; реж. Георг Жено[ru] — батько Едгара
- «Білосніжка і семеро гномів» Олега Табакова та Едуарда Успенського; реж. ??? — Виконавець бажань

Київська академічна майстерня театрального мистецтва «Сузір'я»
- 2003 — «Парнас дибом» за творами Юрія Олеші, Анни Ахматової, Володимира Маяковського, Миколи Заболоцького, Семен Кірсанова, Іллі Ільфа та пісням 1930-х років; реж. Ігор Славинський

Київський театр «Актор»
- «Листи кохання» Альберта Герні; реж. Ігор Славінський — Енді

Київський театр поезії та пісні ім. Володимира Висоцького
- 2006 — «Лікарняна циганочка» за Олександром Галичем
- 2007 — «Весняний вальс» за піснями та поезіями воєнних років; реж. Ігор Славінський — конферансьє фронтової бригади
- 2009 — «Невидима тінь від мікрофона» за піснями Володимир Висоцький; реж. Ігор Славінський
- «Це ми, Господи…»; реж. Ігор Шуб та Микола Чернявський

### Режисерські роботи
Київський академічний драматичний театр на Подолі
- 1988, січень — «…та я прийду по ваші душі…» за Володимиром Висоцьким[6]
- 1987 — «Інтермеццо» Михайла Коцюбинського
- 1987 — «Шеррі-бренді» за поезією Осипа Мандельштама
- 1988 — «Мадридські води» Лопе де Вега
- 1994 — «Соната» за поезією Марини Цвєтаєвої
- 1998 — «Я вбив» Тетяни Іващенко
- 1998 — «Новорічна казка»
- 1998 — «Неймовірні пригоди Новорічної Ялинки»
- 1998 — «Контрабас» за п'єсою Патріка Зюскінда
- 2002, 27 січня — «Кохання мотиви старовинні…» поетична моновистава за Мариною Цвєтаєвою
- 2009, 16 січня — «Ніч для двох» Олександра Петрова
- 2009 14 квітня — «Мертві душі» Михайла Булгакова за романом Миколи Гоголя
- 2009 18 грудня — «Люксембурзький сад» за «Двадцяти сонетів до Марії Стюарт»  Йосипа Бродського та давньогрецьким міфом про Пігмаліона і Галатею[24]
- 2010, 24 червня — «Льовушка» Анатолія Крима[25]
- 2011, 18 лютого — «La Bonne Anna, або Як зберегти сім'ю» Марка Камолетті[26]
- 2011, 21 вересня — «Тріо мі Бемоль»  Еріка Ромера
- 2012, 15 червня — «Лист Богу» Анатолія Крима
- 2013, 18 січня — «Амнезія» Олени Рог
- 2013, 22 червня — «Пастка для самотнього чоловіка» Робера Тома
- 2015, 19 червня — «Ревізія-Шмавізія» Анатолія Крима[27][28]
- 2017, 5 травня — «Останнє приземлення, або Один день з життя внутрішнього органу» Андрія Куркова[29]

Київський академічний молодий театр
- 1998, 13 травня — моновистава «Синій автомобіль» за п'єсою Ярослава Стельмаха[30]
- 2012, 9 лютого — «Афінські вечори» Петра Гладиліна[ru][31]
- 2014, 18 грудня — «Соло для часов с боем» Освальда Заградника

Театр «Актор» (м. Київ)
- «Листи кохання» за Герні

Київська академічна майстерня театрального мистецтва «Сузір'я»
- «У Барабанному провулку» за піснями Булата Окуджави
- «Скабка» за Франсуазою Саган
- Театральна трилогія: «Срібне століття», «Кінець прекрасної епохи», «Парнас дибом»,
- «Парнас дибом» за творами Юрія Олеші, Анни Ахматової, Володимира Маяковського, Миколи Заболоцького, Семена Кірсанова, Іллі Ільфа і пісням 1930-х років[32]
- «Жайворонок» Жан Ануй
- «Самотня леді» Ігоря Афанасьєва
- «Ти пам'ятаєш, Альошо…» Олексія Дударєва
- «Антігона» Жана Ануй
- «Оркестр» Жан Ануй
- «Сватання по-сільському» Бернарда Шоу

Антреприза
- 2012 — «Ураган на ім'я Одеса» Олександра Тарасуля, Євгена Хаїта та Віктора Явника
- 2014, 12 грудня — «Потяг „Одеса-Мама“» Олександра Тарасуля, Євгена Хаїта та Віктора Явника

## Фільмографія
- «Незручна людина» (1978)
- 2008 — «Я (Романтика)», реж. Михайло Калюжний (короткометражний) — доктор Тагабат[33]

## Нагороди та визнання
- Двічі лауреат теле-кінофоруму країн СНД у Ялті — за авторську програму «День варення»,
- Лауреат Всеукраїнського телевізійного конкурсу на найкращу програму для дітей «Кришталеві джерела» («Вечірня казка»),
- Лауреат «Київської пекторалі» — за найкращу камерну виставу 2003 року — «Парнас дибом»,
- Лауреат «Київської пекторалі» — як найкращий режисер, та за найкращі вистави 2010 року — «Мертві душі» та «Люксембурзький сад», Того ж року за ці вистави отримав театральну премію ім. Амвросія Бучми,
- Був номінований «За найкращу дитячу програму» Всеукраїнського телевізійного конкурсу «Золота ера».

Протягом 1990—2004 років брав участь у фестивалях — двічі в Бресті (Білорусь), Греції, Римі (Італія), на Кіпрі, Фінляндії (Дні Києва в Тампере), тричі на фестивалі в Единбурзі, двічі в Кардіффі (Уельс), двічі в Каїрі (Єгипет),
- в Україні — у Херсоні — «Мельпомена Таврії», в Феодосії — «Кримський ковчег» (Сімферополь), тричі у Львові — «Золотий Лев».